# 阿尔比萨克
阿尔比萨克（法語：Albussac，法語發音：[albysak]）是法国科雷兹省的一个市镇，属于蒂勒区。

## 地理
阿尔比萨克（45°8'17"N, 1°50'8"E）面积36.26 平方千米，位于法国新阿基坦大区科雷兹省，该省份为法国中南部省份，北起上维埃纳省和克勒兹省，西接多爾多涅省，南至洛特省，东临多姆山省和康塔爾省。
与阿尔比萨克接壤的市镇（或旧市镇、城区）包括：贝纳、福尔热、梅努瓦尔、讷维尔、圣沙芒、圣福蒂纳德、拉加尔德-马克拉图尔。

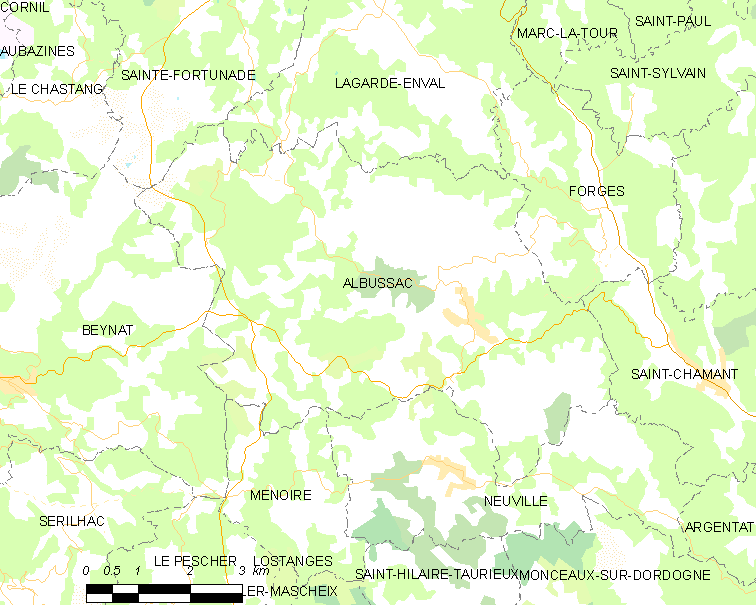
阿尔比萨克的OSM定位图

阿尔比萨克的时区为UTC+01:00、UTC+02:00（夏令时）。

## 行政
阿尔比萨克的邮政编码为19380，INSEE市镇编码为19004。

## 政治
阿尔比萨克所属的省级选区为多尔多涅河畔阿让塔县。

## 人口

1962-2008年间阿尔比萨克人口变化图示

阿尔比萨克于2022年1月1日时的人口数量为730人。